# Birobidzjan
Birobidzjan (russisk: Биробиджан; jiddisch: ביראָבידזשאן) er den største by i og det administrative centrum for den Jødiske autonome oblast i den fjernøstlige del af Rusland. Den har et indbyggertal på 73.623 (2018) indbyggere.
Birobidzjan er beliggende ved floden Bira i den Jødiske autonome oblast, ca. 75 km fra grænsen til Kina og 172 km vest for storbyen Khabarovsk. Navnet "Birobidzjan" er en sammensætningen af de to flodnavne Bira og Bidzhan, som begge er bifloder til den store flod Amur, omend kun floden Bira flyder gennem byen Birobidzjan. Byen har en jernbanestation, der er standsningssted på den Den transsibiriske jernbane.

## Eksterne henvisning
- Officiel hjemmeside
- Birobidzhan from 1929 to 1931 – photo album (Digitized page images) fotoalbum på US Library of Congress (engelsk)
- Atlas: Birobidzhan Arkiveret 29. august 2005 hos  Wayback Machine (engelsk)
- Birobidzhan.rfn.ru Arkiveret 25. september 2013 hos  Wayback Machine (russisk)
- Birobidzhan government homepage Arkiveret 15. november 2007 hos  Wayback Machine (officielt) (engelsk)
  - Birobidzhan Photo Gallery Arkiveret 21. november 2007 hos  Wayback Machine (officielt, fotoalbum) (engelsk)
- Birobidzjan på Google Maps